# Gröpern 1, 2 (Quedlinburg)

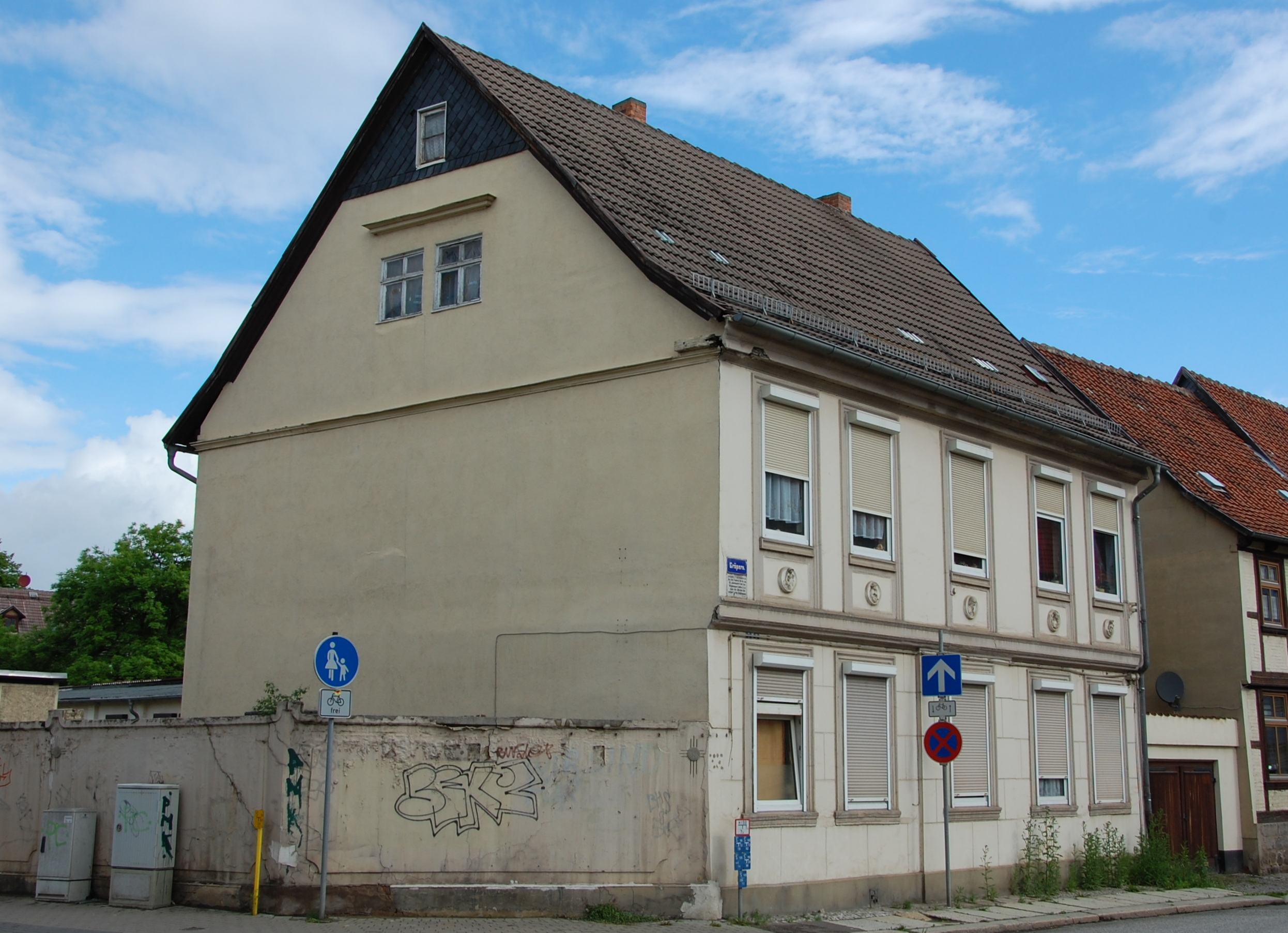
Haus Gröpern 1, 2

Das Haus Gröpern 1, 2 ist ein denkmalgeschütztes Gebäude in Quedlinburg in Sachsen-Anhalt.

## Lage
Das im Quedlinburger Denkmalverzeichnis als Wohnhaus eingetragene Gebäude befindet sich nördlichen der Quedlinburger Altstadt an der Einmündung der Straße Gröpern auf die Donndorfstraße. Es gehört zum UNESCO-Weltkulturerbe. 

## Architektur und Geschichte
Das zweigeschossige Fachwerkhaus stammt aus der Zeit um 1840. Die Fassade des Gebäudes ist verputzt und im Stil des Klassizismus gestaltet. Unterhalb der Fenster des Obergeschosses befinden sich allegorische Darstellungen in Stuckmedaillons.